# Albert Castelyns
Albert Castelyns (2 mei 1917 – 17 juni 1974) was een Belgisch waterpolospeler en bobsleeër.

## Levensloop
Albert Castelyns nam als waterpoloër eenmaal succesvol deel aan de Olympische Spelen; in 1936. In 1936 speelde hij vijf van de zeven wedstrijden en wist hij een bronzen medaille te winnen voor België.
In de jaren vijftig nam Castelyns als bobsleeër deel aan twee Winter Olympische Spelen, met als beste notering een zesde plaats.
Hij overleed in 1974 op 57-jarige leeftijd.
Gérard Blitz · 
Albert Castelyns · 
Pierre Coppieters · 
Joseph De Combe · 
Henri De Pauw · 
Henri Disy · 
Fernand Isselé · 
Edmond Michiels · 
Henri Stoelen